# Drow
Drow (ang. /ˈdroʊ/) – mroczne elfy w grach fabularnych Dungeons & Dragons. W świecie Wolsung są one krzyżówką elfów i trolli. Nazwa wywodzi się legendarnych istot ze szkockich legend, pochodzących od Du-Sith, mrocznych elfów z mitologii celtyckiej, jednak szkockie trowy są istotami bardziej podobnymi do trolli.

## Dungeons & Dragons
Drowy występują szczególnie często w dwóch z wielu światów Dungeons & Dragons: Greyhawk i Forgotten Realms. Wiele miejsca w swojej twórczości poświęcają im R.A. Salvatore oraz Elaine Cunningham.
Drowy nie wyróżniają się sylwetką swojego ciała pośród zwykłych elfów. Są szczupłe, niższe od ludzi (mają ok. 1,60 m wzrostu są trochę niżsi od elfów naziemnych, a kobiety Drowów są wyższe od mężczyzn) mają najczęściej regularne, szlachetne rysy twarzy. Nie występuje u nich owłosienie w miejscach innych niż głowa. Przeważnie są bardzo dobrze rozwinięte i odznaczają się dużą zręcznością, szybkością i wytrzymałością fizyczną. Drowy nie znają litości, są dumne, a zarazem oddane własnym Domom. Czyni je to doskonałymi skrytobójcami. Ich skóra jest czarna, w powieściach dosyć często występuje porównanie do obsydianu lub mahoniu. Mają białe włosy, które u mężczyzn z upływem lat szarzeją, a u kobiet żółkną. Wyjątkowo zdarzają się osobniki o włosach rudych lecz zwykle są zaraz po narodzinach składane w ofierze tak jak wszystkie słabe lub chore niemowlęta oraz albinosi.
Ubierają się w ciemne ubrania (przez ciemności Podmroku i tak nie można rozróżnić kolorów oraz łatwiej się ukryć), kiedy korzystają z widzenia w zakresie podczerwieni, nazywanej często infrawizją, (wykrywają ciepło) tęczówki ich oczu przybierają czerwoną barwę. Z tej umiejętności korzystają niemal przez cały czas swojego życia w Podmroku, gdyż nie dociera tam żadne naturalne światło, zaś światło sztuczne używane jest przede wszystkim do czytania (głównie przez kapłanki i czarodziei). W normalnym oświetleniu ich oczy mają kolor: zielony lub czerwony rzadziej fioletowy, bursztynowy, czarny albo żółty (ten kolor zwykle oznacza jakąś chorobę lub wielki potencjał magiczny).
Większość drowów (oprócz kapłanek) to świetni zabójcy, wojownicy lub magowie służący wiernie swym Domom (porównywalnym do gildii na Powierzchni, lecz złożonym przede wszystkim z członków rodziny).
Najważniejszą osobą w społeczności drowów wyznających Lolth jest Matka Przełożona (Opiekunka), czyli kapłanka Lloth pierwszego – a zarazem najpotężniejszego – Domu. Następną w hierarchii jest opiekunka Akademii Kapłanek. Następnie, Matki Przełożone (Opiekunki) innych Domów.
Szczytową pozycją jaką może osiągnąć mężczyzna w Podmroku jest pozycja arcymaga miasta lub arcymaga własnego domu.
Drowy są znienawidzone przez elfy z Powierzchni – i vice versa. Czasami urządzają najazdy na małe grupy swoich powierzchniowych kuzynów, aby młodzi wojownicy mogli ich zobaczyć i zabić.

## Drowy w świecie Forgotten Realms
W świecie Forgotten Realms drowy należą do jednej z głównych ras Podmroku. Zamieszkują liczne miasta położone pod powierzchnią Faerunu.

### Społeczeństwo
Struktura społeczna drowów zależy od konkretnego miasta oraz dominującej religii.
W miastach rządzonych przez wyznawców Lolth wygląda ona tak, jak opisano to powyżej, chyba że w danym mieście nie istnieje jedna, centralna Akademia szkoląca kapłanki Bogini. W takiej sytuacji, o pozycji poszczególnych Matek Opiekunek decyduje położenie na „Drabinie Lolth”. Miastami takimi z reguły rządzi Rada Rządząca, skupiająca określoną liczbę Matek Opiekunek. W Menzoberranzan jest to osiem (zdaniem tamtejszych Matek Opiekunek liczba symbolizująca osiem nóg Lolth), ale na przykład w Guallidurth położonym pod pustyniami Calimshanu, Rada składa się z przedstawicielek dwudziestu pięciu najpotężniejszych domów.
Do miast rządzonych przez kapłanki Lolth zaliczają się między innymi: Menzoberranzan, Ched Nasad, Sschindlyryn, Karsoluthiyl, Guallidurth.
Oczywiście, nie jest to jedyna możliwość. W drowim mieście Sshamath, gdzie na skutek pewnych wydarzeń władzę sprawują drowi czarodzieje, Radę Rządzącą stanowi dziesięciu magów z dziesięciu uznanych szkół magii. Kapłanki Lolth do niedawna pełniły tam role drugorzędne, zaś od czasu Milczenia Lolth, nawet ta drugorzędna ich rola jest marginalizowana. Mimo wszystko, społeczeństwo Sshamath jest dużo bardziej kosmopolityczne i tolerancyjne niż jakiekolwiek inne miasto drowów.
W mieście Eryndlyn, położonym na trzech płaskowyżach w ogromnej jaskini, sprawa jest jeszcze bardziej skomplikowana. Do początków Milczenia Lolth, władzę nad każdym z płaskowyżów sprawowali wyznawcy innej z trzech religii: Lolth, Vhaerauna oraz Ghaunadaura. Jednakże w konsekwencji Milczenia Lolth, część miasta zamieszkana przez kapłanki Pajęczej Królowej została zniszczona przez jej wrogów.
Jeszcze inaczej przedstawia się sprawa w nielicznych osiedlach drowów na powierzchni Faerunu. Osiedla mieszkających tam kapłanek Eilistraee przypominają bardziej osady elfów, niż podziemne osiedla drowów, zarówno nastawieniem mieszkańców jak i konstrukcją. Wyjątkiem jest tutaj linia władzy – gdyż wciąż rolę dominującą sprawują kobiety, kapłanki Eilistraee. Należy jednak domniemywać, iż po śmierci Vhaerauna i przyjęciu części jego kapłanów do kleru Pani Tańca, struktura społeczna tych osiedli ulegnie zmianie.

### Panteon
- Eilistraee
- Ghaunadaur
- Kiaransalee
- Lolth
- Selvetarm
- Vhaeraun

### Najbardziej znane drowy w świecie Forgotten Realms
- Drizzt Do’Urden
- Jezz „Kulawiec"
- Pharaun Mizzrym
- Liriel Baenre
- Ryld Argith
- Gromph Baenre
- Quenthel Baenre
- Viconia de'Vir
- Halisstra Melarn
- Jarlaxle